# TOICA

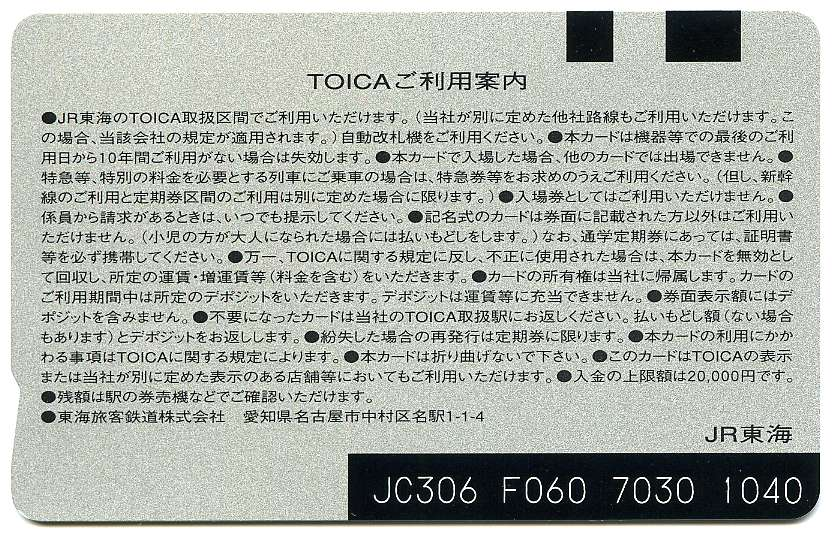
通常版TOICA背面

TOICA是一種由日本東海旅客鐵道（JR東海）發行的可再充值、非接觸式的智能卡（IC卡）形式的乘車票證。並與Suica、PASMO、Kitaca、ICOCA、SUGOCA、manaca、PiTaPa、nimoca以及Hayakaken在乘車功能上互相通用。
此智能卡於2006年11月25日正式發卡。直到2012年3月底已發行約132萬張。採用索尼公司（Sony）的FeliCa技術。
「TOICA」也是JR東海的註冊商標。

## 簡介
TOICA為RFID規範之非接觸式票卡，在2006年11月25日開始使用，目前適用於中京圈及名古屋市範圍內的車站。票卡背面右下角的卡號開頭為「JC」，代表JR東海的英文「JR Central」。

觸碰即走方式圖解

和其他同類票卡一樣，TOICA的建議使用方式為「觸碰即走」（Touch and go），即把票卡或裝有票卡的車票夾或皮夾直接觸碰閘機的感應部分。

## 使用範圍
截至2021年3月13日，可在以下的路線、路段使用

。由於TOICA範圍內部沒有地域劃分或距離限制，故此乘車制度允許進行熱海站—米原站間（341.3公里）長距離乘車。但是，TOICA範圍結束與御殿場線一部分車站的路段（例如谷峨站—下曾我站間起至熱海站）可能無法使用自動閘機。
- 東海旅客鐵道（JR東海）[3]
  - 東海道本線：熱海站—靜岡站—名古屋站—米原站間
    - 包括美濃赤坂支線（大垣站—美濃赤坂站間）。
    - 熱海站以外為Suica範圍（東海道線 東京方向及伊東線），不可使用SF乘車。
    - 米原站以外為ICOCA範圍（琵琶湖線、北陸本線方向），不可使用SF乘車。

  - 御殿場線：國府津站—松田站—沼津站間（全線）
    - 不能乘坐直通位於PASMO範圍的小田急電鐵線（不能通過閘機）（特急「富士山號列車」）[4]。
    - 國府津站以外為Suica範圍（東海道線），不可使用SF乘車。

  - 身延線：富士站—西富士宮站間
  - 飯田線：豐橋站—本長篠站間
  - 武豐線：大府站—武豐站間（全線）
  - 中央本線：名古屋站—中津川站間
  - 關西本線：名古屋站—龜山站間（JR東海管內全線）
    - 龜山站以外為ICOCA範圍（關西線 柘植站方向），不可使用SF乘車。

  - 高山本線：岐阜站—美濃太田站間
  - 太多線：美濃太田站—多治見站間（全線）
- 愛知環狀鐵道（愛環）
  - 愛知環狀鐵道線：岡崎站—高藏寺站間（全線）[5]

- JR東日本
- 東京地下鐵
- 都營地下鐵
- 京成電鐵
- 小田急電鐵
- 京王電鐵
- 京濱急行電鐵
- 埼玉高速鐵道
- 相模鐵道
- 首都圈新都市鐵道
- 新京成電鐵
- 西武鐵道
- 多摩都市單軌電車
- 東急電鐵
- 東武鐵道
- 東葉高速鐵道
- 箱根登山鐵道
- 北總鐵道
- 百合鷗
- 橫濱高速鐵道
- 橫濱市交通局（橫濱市營地下鐵）

### 互相使用
2008年3月29日起JR本州3社開始IC卡乘車券（Suica、TOICA、ICOCA）之間互相使用。
之後，2012年4月21日起，名古屋鐵道、名鐵巴士、名古屋市交通局、名古屋臨海高速鐵道、名古屋導軌巴士、豐橋鐵道於2011年2月11日引入manaca，並可與TOICA乘車券機能互相使用與開始發行IC聯絡定期券，2013年3月23日起開始互相使用電子錢包機能。同日，全國11間公司的10種交通系IC卡（Kitaca、Suica、PASMO、TOICA、manaca、ICOCA、PiTaPa、SUGOCA、nimoca、Hayakaken）之間開始互相使用（PiTaPa不可互相使用電子錢包機能）。
原則上TOICA等IC卡不能使用预付费方式乘坐新幹線，但使用TOICA在自動售票機購入包括新幹線路段的乘車券，并追加另行購入的特急券則可乘坐新幹線。该卡不能在JR各社間連續使用，但2021年3月13日起可在前述分界车站下车。

## 歷史

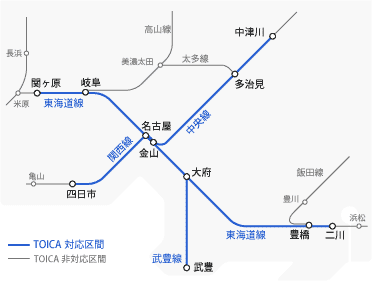
TOICA初期引入路段

- 2005年（平成17年）3月30日：JR東海宣佈將於2007年度末引入IC卡乘車券系統。
- 2006年（平成18年）
  - 2月16日：公佈IC卡的愛稱為「TOICA」。
  - 9月30日－10月29日：以東海道本線刈谷站－岐阜站間與中央本線 名古屋站－春日井站間為對象進行一般公募的監察試驗[7]。大約有800人參加，只限使用一般版TOICA。然而，同期間中JR東海與相關公司的職員還進行包括定期券的監察試驗。
  - 11月20日：公佈官方吉祥物「小雞」。
  - 11月25日：名古屋地區以下4線區開始服務[8]。並發售紀念TOICA。
    - 東海道本線二川站－關原站間
    - 中央本線名古屋站－中津川站間
    - 關西本線名古屋站－四日市站間
    - 武豐線大府站－武豐站間（全線）
- 2007年（平成19年）
  - 9月－11月：名古屋地區主要車站都引入TOICA專用閘機。
  - 11月23日：發售1周年紀念TOICA。
- 2008年（平成20年）
  - 3月1日：範圍擴大至東海道本線函南站。
  - 3月29日：開始與Suica、ICOCA互相使用。同時EX-IC服務等與連携IC卡開始新幹線轉乘服務。
- 2009年（平成21年）12月5日：設有TOICA機能的EX-IC（日语：エクスプレス予約#EX-ICサービス）卡開始受理發行[9]。
- 2010年（平成22年）
  - 3月13日：TOICA範圍內的車站構內商店、自動售貨機啟用TOICA電子貨幣。同時與Suica和ICOCA的電子貨幣服務開始互相使用[10]。使用範圍擴大至高山線、太多線、飯田線、御殿場線、身延線等的33個車站[11]，使用搭載TOICA定期券乘搭東海道新幹線（三島－岐阜羽島）時，如有餘額將可乘搭，自動收取特急費用[11]。
  - 4月20日：愛知、岐阜、三重、靜岡各縣內的羅森便利店店舖啟用TOICA電子貨幣[12]。
  - 8月上旬：Daily Yamazaki（日语：デイリーヤマザキ）的愛知、岐阜、靜岡各縣所有店舖與長野、滋賀兩縣的一部分店舖啟用TOICA電子貨幣[13]。
  - 10月8日：發行數量突破100萬張[14]。
- 2011年（平成23年）
  - 1月26日：靜岡、三重、岐阜各縣的OK便利店與sunkus啟用TOICA電子貨幣[15]。
  - 3月5日：開始與SUGOCA開始乘車券、電子貨幣的互相使用。
  - 3月18日：7-Eleven啟用TOICA電子貨幣[16]。
  - 3月29日：FamilyMart啟用TOICA電子貨幣。
  - 5月23日：大和運輸直營店與銷售司機的移動終端啟用[17]。
- 2012年（平成24年）4月21日：開始與manaca的乘車券機能互相使用與發售IC聯絡定期券。
- 2013年（平成25年）
  - 3月23日：開始與Kitaca、PASMO、PiTaPa、Hayakaken、nimoca的乘車券機能、電子貨幣機能（PiTaPa除外）互相使用，開始與manaca的電子貨幣機能互相使用[18]。開始發售與近畿日本鐵道線的IC聯絡定期券（近鐵開始發行ICOCA）。
  - 5月11日：UNY集團啟用電子貨幣。預定至2014年12月末為止逐步擴大可以使用的店舖[19]。
- 2014年（平成26年）7月22日：開始支持Wii U的支付結算的TOICA電子貨幣。12月9日起同樣可用於新任天堂3DS、新任天堂3DS LL[20][21]（2022年1月18日9時服務結束）。
- 2015年（平成27年）3月14日：東海道·山陽新幹線的車內售貨（日语：車内販売）啟用電子貨幣[22][23]。
- 2017年（平成29年）
  - 詳細時期不明：TOICA的標準設計卡改為現行的設計，加入位於右側的小雞。自此以後，JR集團系列所有交通系IC卡的標準設計都帶有吉祥物。
  - 7月25日：公佈TOICA的使用範圍將於2019年春擴大[1]。
- 2019年（令和元年）3月2日：JR東海擴大使用範圍至東海道本線醒井站、御殿場線下曾我站、關西本線龜山站，愛知環狀鐵道引入TOICA[1][24]。
- 2021年（令和3年）3月13日：使用範圍擴大至東海道本線熱海站、米原站、御殿場線國府津站[2]。東海道新幹線東京站、品川站、新橫濱站、小田原站、熱海站、米原站、京都站、新大阪站的車站窗口啟用TOICA。
- 2024年4月1日：啟用殘疾人用IC卡服務[25]。
- 2025年
  - 3月15日：使用範圍擴大至東海道本線荒尾站、美濃赤坂站、飯田線豐川站—本長篠站[26]。
- 10月1日：使用範圍擴大至身延線甲府站—鰍澤口站，東花輪站、南甲府站兩站窗口預定開始處理TOICA[27][28][a]。
  -     - 伴隨特急「飛驒」啟用無車票乘車服務，高山本線的下呂站、高山站、飛驒古川站啟用TOICA[29][28]（但是仍有一定限制）。

然而，根據2022年10月31日社長舉行記者會所宣佈，TOICA使用範圍將會擴大至JR東海全線，與特急券、指定券的網上預約一同推進，包括特急在內的在來線無票化。
另外，JR西日本於2025年3月7日公佈，預定於2026年春以後，在TOICA範圍使用Mobile ICOCA / Apple Pay的ICOCA系統開始Mobile IC定期券服務。

## 外部連結
- TOICA |（繁體中文） （页面存档备份，存于）
- （日語） 東海旅客鉄道 - JR東海在来線ICサービス TOICA（页面存档备份，存于）